# West Helena
West Helena é uma cidade localizada no estado americano de Arkansas, no Condado de Phillips.

## Demografia
Segundo o censo americano de 2000, a sua população era de 8689 habitantes.

## Geografia
De acordo com o United States Census Bureau, a localidade tem uma área de 11,5 km², sem área coberta por água. West Helena localiza-se a aproximadamente 57 m acima do nível do mar.

## Localidades na vizinhança
O diagrama seguinte representa as localidades num raio de 24 km ao redor de West Helena.